# Juan Bernat
Juan Bernat (Cullera, 1 de março de 1993) é um futebolista espanhol que atua como lateral-esquerdo. Atualmente está sem clube.

## Carreira

### Valencia
Iniciou sua carreira no Valencia, onde jogou até 7 de julho de 2014. 

### Bayern de Munique
No dia 7 de julho de 2014, o Bayern de Munique anunciou a contratação de Juan Bernat. O jogador assinou por cinco temporadas, não sendo conhecido o valor do negócio.

### PSG
Em 31 de agosto de 2018, o Paris Saint-Germain anunciou a contratação de Bernat. De acordo com a imprensa alemã, o clube francês pagou € 15 milhões (cerca de R$ 71 milhões) pelo jogador espanhol, que assinou contrato por três temporadas e ganhou a camisa 14.

### Benfica
Em 1 de setembro de 2019, o Benfica anunciou a contratação do espanhol Juan Bernat. O lateral assinou um contrato de empréstimo válido até o final da temporada.

### Villarreal
No dia 30 de agosto de 2024, Bernat foi anunciado como novo reforço do Villarreal. O lateral assinou um contrato até o fim da temporada.

### Getafe
Em 3 de fevereiro de 2025, após rescindir com o Villarreal e ficar livre no mercado, Bernat foi anunciado como reforço do Getafe.

## Seleção Espanhola
Estreou pela Seleção Espanhola principal em 12 de outubro de 2014, contra Luxemburgo, em partida válida pelas Qualificações para a Eurocopa 2016. Aos 70 minutos, substituiu Andrés Iniesta.

## Títulos
Bayern de Munique
- Campeonato Alemão: 2014–15, 2015–16, 2016–17, 2017–18
- Copa da Alemanha: 2015–16
- Supercopa da Alemanha: 2016, 2018

Paris Saint-Germain
- Campeonato Francês: 2018–19, 2019–20, 2021–22, 2022–23
- Supercopa da França: 2019
- Copa da Liga Francesa: 2019–20
- Copa da França: 2019–20

Seleção Espanhola Sub-19
- Campeonato Europeu de Futebol Sub-19: 2012